# Distritos de Araguari

A historiografia brasileira nos séculos XVIII e XIX, em várias ocasiões aborda o povoamento do país por intermédio do processo sesmeiro que buscava fixar pessoas à terra. Para ter acesso às concessões, era essencial que o requerente fosse da religião católica.
No Triângulo Mineiro, o processo foi o mesmo e isso justifica a percepção de que, muitos municípios tenham sua história fundamentada na posse de terras.
Diante de condições distintas, pequenos povoados apareceram em meio às terras rurais, e devido ao grau de desenvolvimento de um deles, no ano de 1843, por intermédio do Decreto 247, de 20 de julho, foi considerado Distrito de Paz, com a denominação de Brejo Alegre. Portanto, paralelamente, outras localidades se configuraram, formando o que viria a ser anos mais tarde, os povoados e os Distritos de Araguary.
A primeira definição dos Distritos do município aconteceu no ano de 1911, quando ocorreu uma divisão administrativa, ficando assim determinados: Araguary (sede), Sant’Anna do Rio das Velhas e Santa Rita dos Barreiros. 
Em 1921, O Distrito de Santa Rita dos Barreiros, por intermédio da Lei número 806 de 22 de setembro, mudou sua denominação, passando oficialmente a designação de Piracaíba.
Posteriormente, ocorreu a primeira alteração da disposição do município. Era 1933 quando se oficializou a criação do Distrito de Amanhece, e no final daquele decênio, novas modificações foram formatadas pelo Decreto Estadual nº 148, de 17 de dezembro de 1938. O território de Sant’Anna do Rio das Velhas efetivou sua emancipação política e administrativa instituindo nova denominação: Indianópolis. Assim, Araguary passou a ser configurada com a Sede, Amanhece e Piracaíba.
Na década de 1940, o município criou o Distrito de Florestina, por meio da Lei Estadual número 336 de 27 de dezembro de 1948, apresentando a nova divisão: Sede, Amanhece, Piracaíba e Florestina.
No ano de 1990 ocorreu a institucionalização da Lei Orgânica do Município que passou a determinar as ações dos Poderes Municipais. Um dos atos das Disposições Gerais e Transitórias da Lei Orgânica promulgada em 21 de abril foi a nova disposição dos Distritos.
O Artigo 1o criou o Distrito de Santo Antônio e Contenda e o município ficou composto da Sede Araguari e dos Distritos de Santo Antônio e Contenda, Amanhece, Florestina e Piracaíba.
Além dos Distritos, o município é composto por diversos povoados tais como:  Água Clara, Alto São João, Ararapira, Bocaina, Palmito, Macaúbas, Barracão, Campo Redondo, Patrona, Pirapitinga, Sapé, Salto, Bom Jardim, Volta Grande, Fundão, Vereda, Bálsamo, Retiro Velho, Patrona, Jordão, Lajeado, Morro da Mesa, Buracão, Balança, Ressaca, Pintaituba, Taboca, Barreiro, Pissarão, Meloso, Porto de Barreiros, Brejão, Taquaral e Araras. 
Os Distritos e povoados constituem a formatação e a vida de um município como um todo.
1. ↑  «| Imagens Leis Mineiras». www.siaapm.cultura.mg.gov.br. Consultado em 4 de setembro de 2023
2. ↑  «Lei nº 806, de 22 de setembro de 1921 - 806/21 :: Legislação::Lei 806/1921 (Estadual - Minas Gerais) ::». www.lexml.gov.br. Consultado em 4 de setembro de 2023
3. ↑  Gerais, Assembleia Legislativa de Minas. «DECRETO-LEI nº 148, de 17/12/1938 - Assembleia Legislativa de Minas Gerais». Portal da Assembleia Legislativa de Minas Gerais. Consultado em 4 de setembro de 2023
4. ↑  Gerais, Assembleia Legislativa de Minas. «Portal da Assembleia Legislativa de Minas Gerais». Portal da Assembleia Legislativa de Minas Gerais. Consultado em 4 de setembro de 2023
5. ↑  «Lei Orgânica do Município». Câmara Municipal. Consultado em 4 de setembro de 2023

Textos produzidos pela historiadora (Registro Profissional n. 0000430/MG) Juscélia Abadia Peixoto).
Arquivo Histórico e Museu Dr. Calil Porto
FAEC- Fundação Araguarina de Educação e Cultura

Bibliografia:
PEIXOTO, Juscélia Abadia; VIEIRA, Aparecida da Glória Campos. A Ferrovia em Araguari. Arquivo Histórico e Museu Dr. Calil Porto. (FAEC- Fundação Araguarina de Educação e Cultura). Goiânia, GO: Kelps, 2012.
______. Araguari e sua história. Arquivo Histórico e Museu “Dr. Calil Porto” (FAEC- Fundação Araguarina de Educação e Cultura). Goiânia, GO: Kelps, 2013.
______. Araguari. Logradouros, estabelecimentos, moradores e curiosidades. Arquivo Histórico e Museu “Dr. Calil Porto” (FAEC- Fundação Araguarina de Educação e Cultura). Goiânia, GO: Kelps, 2021.
1. ↑  PEIXOTO e VIEIRA, Juscélia Abadia e Aparecida da Glória Campos (2012). A Ferrovia em Araguari. Arquivo Histórico e Museu Dr. Calil Porto. Goiânia, GO: Kelps. ISBN 8.58.66.2176 Verifique |isbn= (ajuda)